# 일본의 철도

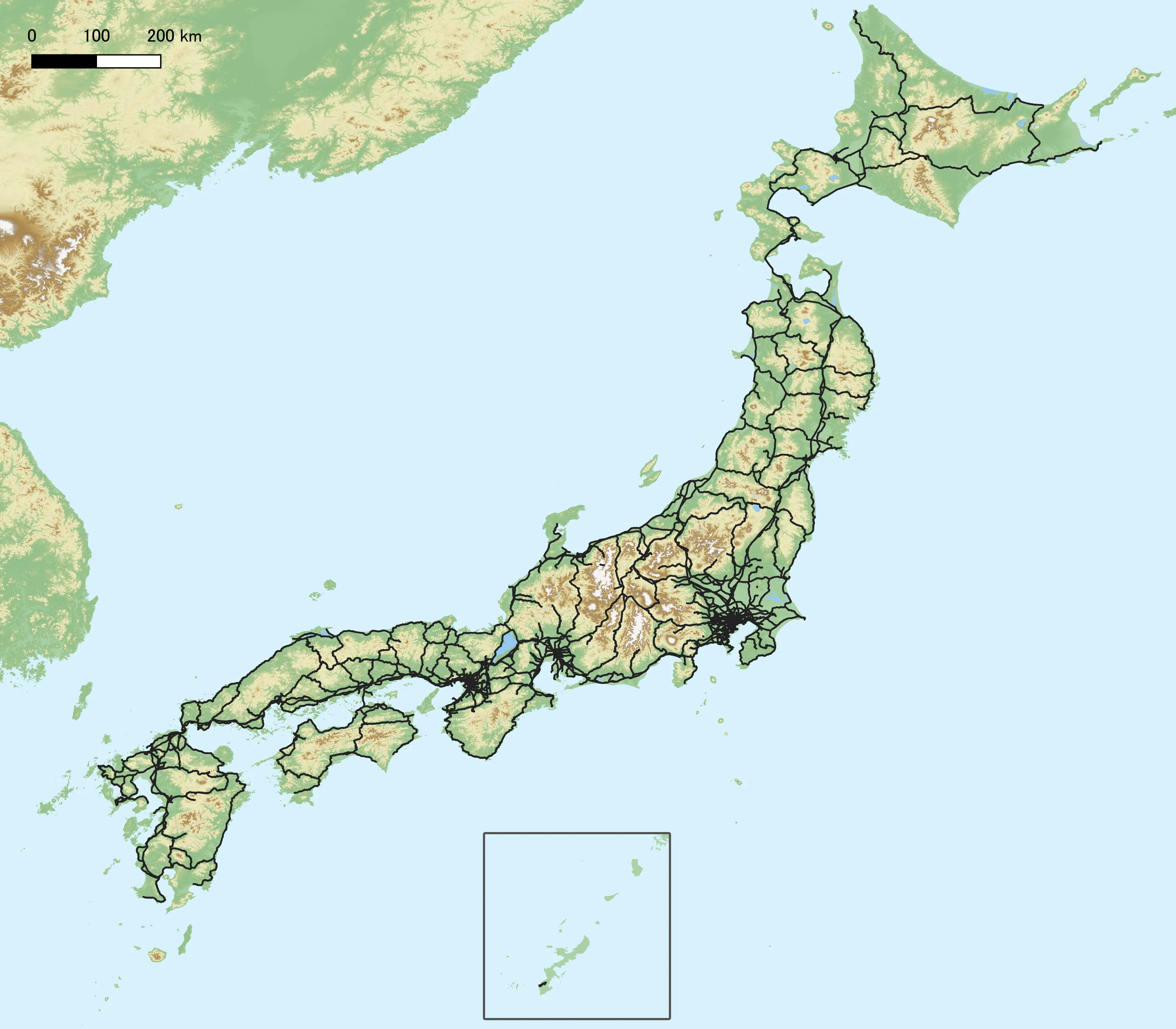
노선도

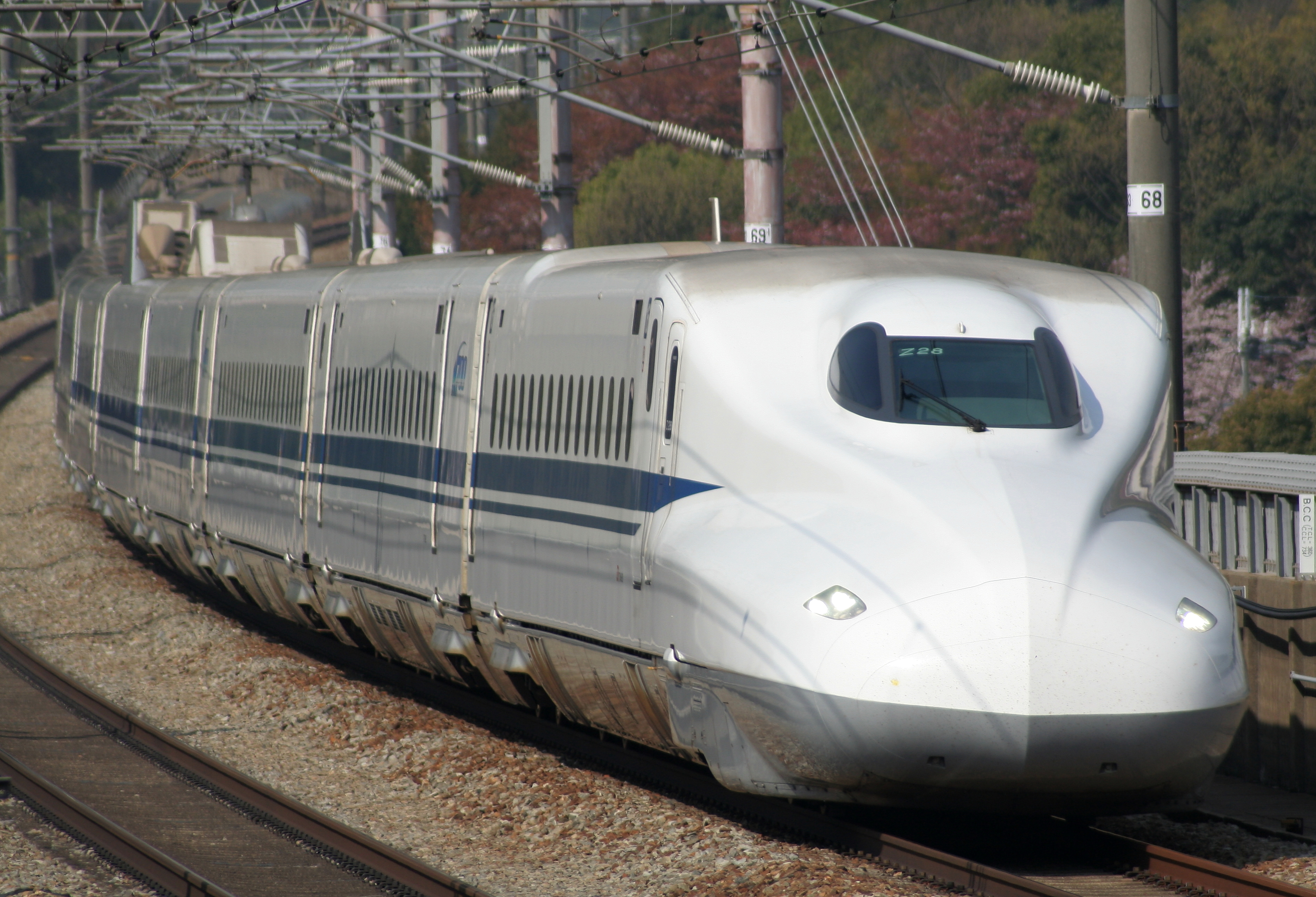
신칸센 N700계

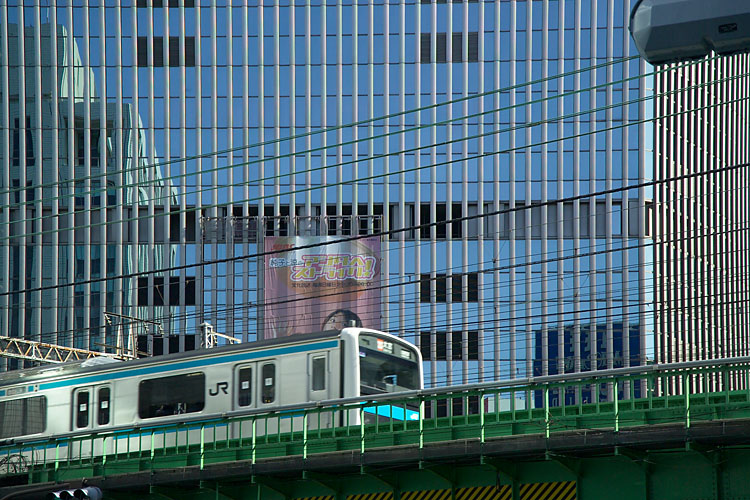
도쿄 도의 유라쿠쵸 역 위를 달리는 JR 동일본 209계

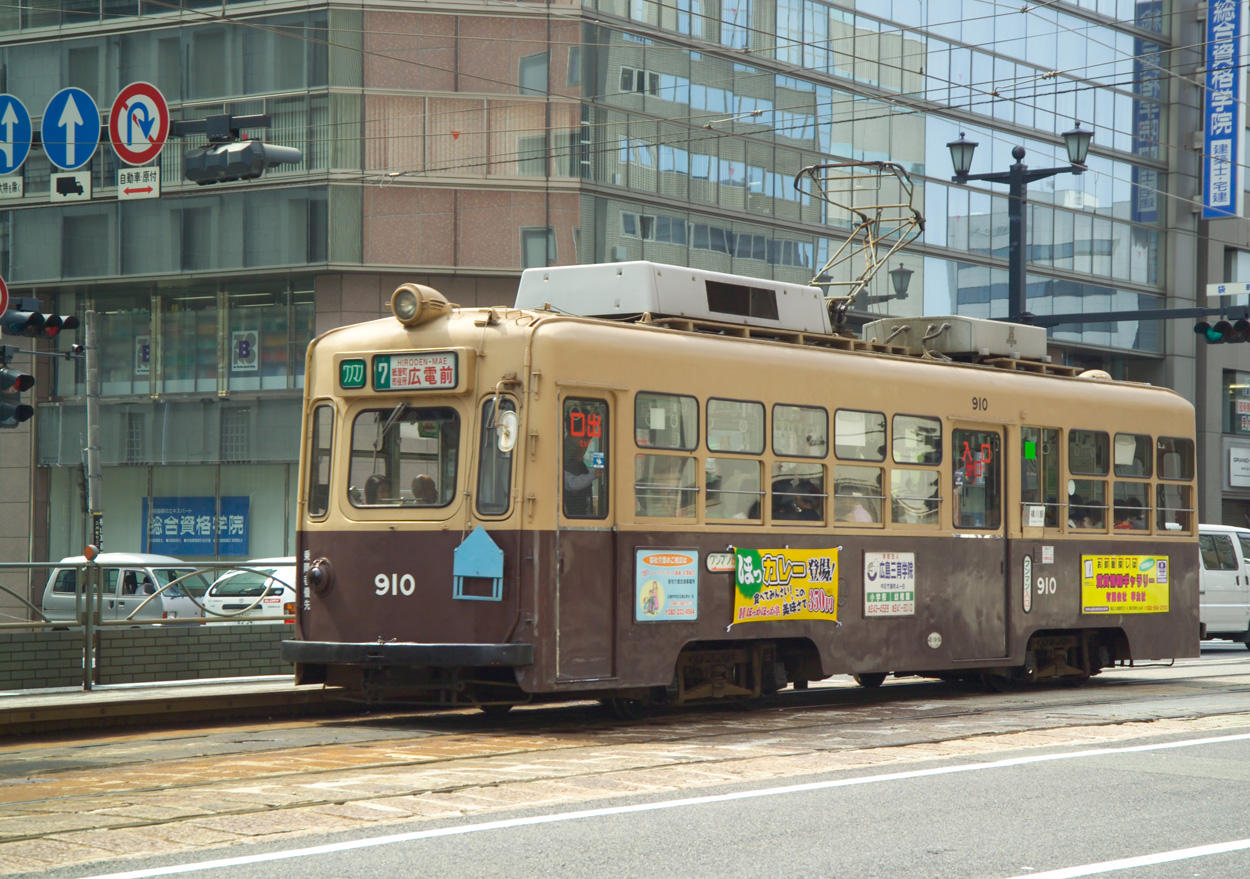
히로시마 시의 히로덴 노면전차

일본의 철도 교통은 주로 승객 수송이 중심이며, 특히 대도시 간의 고속열차 운행이나 대도시권의 통근열차 운행이 주요 분야이다. 민영화된 철도망은 매우 효율적이며 보조금이 거의 필요하지 않으며 시간 엄수로 운행되고 있다.

## 개요
일본의 철도회사는 200개 가까이 존재한다. 다른 나라에서는 현재 철도업으로 채산이 성립하기가 극히 어렵고 철도사업은 정부 등의 출자 없이는 성립할 수 없다고 한다. 그 때문에 다른 나라에서의 철도업은 공영철도나 국유철도의 나라나 지방의 공공사업이 되고 있는 경우가 많지만, 일본은 지금도 국가적인 규모로 민간사업자에 의한 노선망이 성립하고 있는 나라이다. 이는 세계적으로 보면 극히 드문 사례이다.
일본은 비교적 인구밀도가 높고, 도시 내 수송, 도시 간 수송에 있어서 철도가 중요한 역할을 담당하고 있기 때문에, 일본 철도의 여객 수송 인원은 세계 전체의 40%의 점유율을 차지하기까지 되어 있다. 또 정시 운행성에 대해서는 세계에서 가장 뛰어난 수준에 도달하고 있다.
JR 그룹은 옛 일본국유철도가 민영화 및 분할되어 1987년 4월 1일에 설립되었다. JR은 홋카이도, 혼슈, 시코쿠와 규슈의 대부분의 지역에서 여객 서비스를 제공하며, 화물 수송을 한다. 대부분의 사철 회사는 일본 내에서 상위권 회사로 평가되고 있다. 사철들은 연선의 통합된 공동체를 구축함으로써 발전해나갔다. 그리고 부동산, 도매상과 다른 수많은 사업을 다양하게 해서 그들은 이익을 얻게 되었다. 지역 정부와 회사들은 지역 정부와 사철에 의해서 모금되었고, 또한 열차 서비스를 제공하였다.
열차 노선 총연장은 30,625km이다. JR 그룹은 1996년 3월 31일 기준으로 20,135km의 노선을 관할하며, 나머지 7,133km은 지역의 사철에 의해 운행되었다. 일본의 철도는 2006년 회계년도에 2224만 명의 승객을 수송하였다. (3억 9590만 승객킬로미터) 철도 시스템이 많이 사용되고 있기 때문에 세계에서 가장 이용자 수가 많은 역 50개 중 46개가 일본의 역이다.
후쿠오카, 고베, 교토, 나고야, 오사카, 삿포로, 센다이, 도쿄(도쿄 메트로 및 도에이 지하철)와 요코하마에는 지하철이 있다. 하지만 유럽과는 다르게 승객 수요의 많은 부분은 대도시권을 가로지르는 교외에서 오는 통근열차에서 발생한다. 또 여러 도시들에 노면전차와 모노레일 또한 도쿄시영 자기부상열차 등이 있다.
일본의 철도는 회계넌도 2006년에 5190만 톤(232억 톤킬로미터)의 화물을 날랐다. 국가 계획에 의한 철도 노선은 0.84% 정도로 적다. (2005).

## 일본 철도의 분류

### JR
JR그룹은 일본국유철도(JNR)의 분할 민영화에 의해 1987년에 발족했다. 여객철도 회사 6개와 화물철도 회사 1개를 운영하고 있다.
JR그룹의 여객철도 회사 6개는 지역마다 나뉘어져 있지만, 대부분은 지역을 넘어 장거리 열차를 운행하고 있다. 여객철도 회사는 홋카이도 여객철도(JR홋카이도), 동일본 여객철도(JR동일본), 도카이 여객철도(JR도카이), 서일본 여객철도(JR서일본), 시코쿠 여객철도(JR시코쿠), 규슈 여객철도(JR규슈), 이상의 6개다. 화물철도는 일본화물철도(JR화물)가 운영하고 있다.
JR도 부동산 사업이나 소매업을 가지고 있고, 다각화 경영을 하고 있다. 주요 역에는 대형 상업 시설이 병설되어 있는 경우가 많아 최근에는 '에키나카'라고 불리는 역 구내 상업 공간을 확충하고 있다. 에키나카에 의해 철도 회사의 철도역 구내 자체의 활성화가 촉진되는 반면, 역전의 상점, 상가와의 경합이 발생하는 경우도 있다.

### 대규모 사철
일본에는 복수의 경쟁하는 사철 회사가 있다. 전후 일본에서는 일본 정부가 국내 도시 교통 네트워크를 신속하게 재구축하기 위해 민간 기업이 독자적인 대량 수송 시스템을 개발하는 것을 장려했다.
사철은 국철과 마찬가지로 서로 경쟁하도록 장려되었고, 정부의 역할은 운임 규제에 한정되었다. 철도 노선 개발을 대가로 민간 기업들은 사업 다각화와 철도망 주변 부동산 개발 사업 기회를 잡았다.
민간 기업이 철도 노선뿐만 아니라 대중교통 지향 개발(TOD)을 관리할 수 있도록 함으로써 도시 개발 계획이 촉진되고 민간 철도 회사가 주택, 비즈니스, 공업, 소매 토지 개발과 대중이 이동하기 위해 사용하는 통근 방법의 수직적 통합 사업을 확립할 수 있게 되었다.
대규모 사철회사는 대도시를 중심으로 많은 수송량을 가지고 있다. 모두 철도 사업을 핵심으로 연선을 중심으로 한 부동산 사업이나 유통 사업(백화점, 슈퍼마켓) 등의 다각화 경영을 실시하고 있으며, 대규모 사철 그룹은 연선 주민의 생활을 담당하는 중요한 존재이기도 하다.
대부분 재정적으로 독립적이며 사업 다각화를 통해 다른 나라 대부분의 수송 네트워크와 대조적으로 어느 회사나 이익을 내고 있다. 철도사업뿐만 아니라 부동산사업 등 관련 사업으로 이익을 내는 회사도 많다.
일본민영철도협회에서는 다음의 16개 사업자를 대규모 사철로 정의하고 있다. 도쿄권은 9개, 오사카권은 5개, 나고야는 1개, 후쿠오카권은 1개 있다. 오사카 메트로는 대규모 사철에 필적하는 규모를 가지고 있지만 2018년 민영화 이후에도 일본민영철도협회에 가맹하지 않았기 때문에 대규모 사철에 포함되어 있지 않다.
- 도쿄 지하철 (도쿄 메트로)
- 도부 철도
- 세이부 철도
- 게이힌 급행 전철 (게이큐)
- 도큐 전철
- 게이세이 전철
- 오다큐 전철
- 사가미 철도 (소테츠)
- 게이오 전철
- 나고야 철도 (메이테쓰)
- 긴키 닛폰 철도 (긴테쓰)
- 난카이 전기 철도
- 게이한 전기 철도
- 한큐 전철
- 한신 전기 철도
- 서일본 철도 (니시테쓰)

### 준대규모 사철
대규모 사철에 비해 규모는 작지만 연선 지역의 발전에 따라 수송 규모가 증가하고 보유 차량 수와 열차 운전 빈도가 대기업 사철에 필적하는 철도 회사를 일컫는다. 2009년 현재 다음의 철도 회사 5개 사가 준대규모 사철로 되어 있다.
- 신케이세이 전철
- 센보쿠 고속 철도
- 기타오사카 급행 철도 (기타큐)
- 고베 고속 철도
- 산요 전기 철도

### 공영 철도
주로 대도시, 지방 도시 공기업들이 지하철, 노면 전차를 운영하는 경우가 있다. '○○(시·도)교통국'이라는 명칭을 사용하는 경우가 많다.
- 삿포로시 교통국 (삿포로 시영 지하철, 삿포로 시영 전차)
- 하코다테시 기업국 교통부 (하코다테 시덴)
- 센다이시 교통국 (센다이시 지하철)
- 도쿄도 교통국 (도에이 지하철, 도쿄 사쿠라 트램, 닛포리·도네리 라이너)
- 요코하마시 교통국 (요코하마 시영 지하철)
- 나고야시 교통국 (나고야 시영 지하철)
- 교토시 교통국 (교토 시영 지하철)
- 고베시 교통국 (고베 시영 지하철)
- 후쿠오카시 교통국 (후쿠오카시 지하철)
- 구마모토시 교통국 (구마모토 시덴)
- 가고시마시 교통국 (가고시마 시덴)

### 제3부문 (제3섹터 방식)
제3부문은 정부나 지방 공공 단체가 민간 기업과 공동으로 출자하여 설립한 기업이 운영하고 있는 철도이다. 현재 사업자는 50개 정도 존재한다. 일본국유철도 및 JR의 적자 노선을 계승하거나 민간의 힘을 활용한 지역 진흥 목적으로 설립된 경우나 대도시 주변의 개발에 따른 신규 노선, 신교통 시스템을 운영하고 있는 경우 등이 있다.
- 산리쿠 철도
- 아이즈 철도
- 아키타 내륙 종관 철도
- 아오이모리 철도
- IGR 이와테 은하철도
- 유리카모메
- 도쿄 임해 고속철도 (린카이선)
- 다마 도시 모노레일
- 요코하마 고속철도 (미나토미라이선)
- 요코하마 시사이드라인
- 수도권 신도시 철도 (쓰쿠바 익스프레스)
- 사이타마 신도시 교통 (뉴셔틀)
- 사이타마 고속철도
- 치바 도시 모노레일
- 도요 고속철도 (도요 고속선)
- 우쓰노미야 라이트 레일
- 아이치 고속 교통 (리니모)
- 오사카 모노레일
- 고베 신교통 (포트라이너, 롯코 라이너)
- 히로시마 고속교통 (아스트램 라인)
- 오키나와 도시 모노레일 (유이 레일)

### 지역 철도
2022년 현재 중소 규모 민간 지역 철도는 49개 존재한다.
- 고난 철도
- 쓰가루 철도
- 후쿠시마 교통
- 도야마 지방철도
- 나가노 전철
- 호쿠리쿠 철도
- 구로베 계곡 철도
- 알피코 교통
- 우에다 교통
- 지치부 철도
- 간토 철도
- 고미나토 철도
- 조신 전철
- 후지산록 전기철도 (후지 급행)
- 조모 전기 철도
- 하코네 등산 철도
- 에노시마 전철 (에노덴)
- 조시 전기 철도
- 류테츠 (나가레야마선)
- 오이가와 철도
- 요로 철도
- 산기 철도
- 이즈 급행
- 이즈하코네 철도
- 도요하시 철도
- 후쿠이 철도
- 엔슈 철도
- 도카이 교통 사업
- 시즈오카 철도
- 가쿠난 전차
- WILLER TRAINS (교토 탄고철도)
- 고베 전철
- 오미 철도
- 한카이 전기 궤도 (한카이 전차)
- 에이잔 전철
- 와카야마 전철
- 게이후쿠 전기철도 (란덴)
- 미즈마 철도
- 기슈 철도
- 이치바타 전차
- 히로시마 전철 (히로덴)
- 미즈시마 임해 철도
- 오카야마 전기 궤도 (오카덴)
- 다카마쓰 코토히라 전기철도 (코토덴)
- 이요 철도
- 시마바라 철도
- 지쿠호 전기철도 (지쿠테쓰)
- 구마모토 전기철도 (구마덴)
- 나가사키 전기 궤도

## 철도의 일반적 특징

### 궤간과 전철화
일본의 궤간과 전철화 현황은 2009년 기준으로 다음과 같다.:
- 1067mm 케이프 궤간 22,301km, 15,222km 전철화
- 1435mm 표준궤 4,251km. 전체 전철화
- 1372mm 스코틀랜드 궤간 96km. 전체 전철화
- 762mm 초협궤 48km. 전체 전철화

국유철도망은 1,067mm 협궤로 시작되었고 확장되어 왔다. 더 넓은 궤간을 가진 철도는 존재하는 국유철도망과 화물 및 승객 운송을 연결하기 위해 지어지지 않은 철도로 한정되었다. 신칸센은 표준궤를 사용한다.
전철화는 재래선에 대해서는 JR 그룹은 1500V DC와 20kV AC를 사용하고 신칸센에 대해서는 25kV AC를 사용한다. 사철에서는 600V DC와 750V AC도 찾아볼 수 있다. 주파수는 동일본 지역에서는 60Hz, 서일본 지역에서는 50Hz이다.

### 표, 운임, 요금

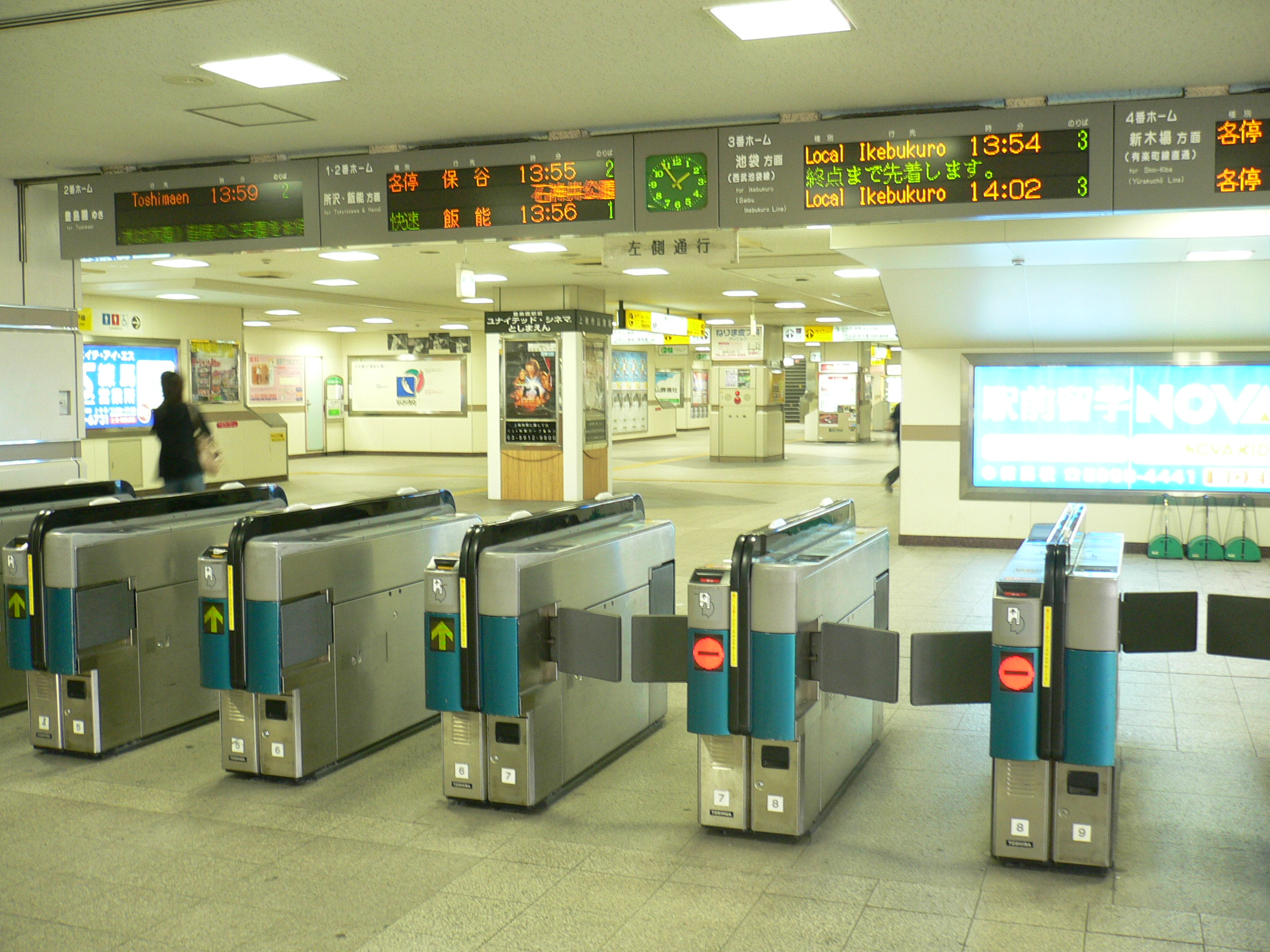
철도역 개찰구

일본의 철도 운임은 선불이 원칙이며, 표는 운임을 지불한 뒤에 받을 수 있다. 출발역 및 도착역에서 유인 개찰구나 무인 개찰구를 통해 검표를 받아야 한다.
철도 여정을 하기 위해 필요한 표는 승차권(乗車券)이라 불린다. 가격은 운임(運賃)과 요금권(料金券)으로 구분된다. 운임권은 환승의 수에 상관없이 유효하다. 장거리 여행객(주로 101Km 이상)은 운임권이 유효한 기간 동안에 정해진 경로를 따라서 무제한 도중하차(途中下車)가 허용되어 있다. 게다가 특정한 열차를 타기 위해서는 요금권(料金券)이 필요하다.
동일안 요금 체계를 가진 매우 짧은 노선과 몇몇 노면전차를 제외하고 거리나 여행한 구역에 따라 운임은 다양하다. 여행 시간대에 따른 요금체계는(첨두시간대, 비첨두시간대) 일본에서 흔하지 않다. 6-12세의 어린이 운임 (小児運賃)은 어른 운임의 반값이다. 최근에는 교통카드로 지불하기도 하며, 대도시의 다양한 운영사에 의해 공유되고 있다. 스이카나 피타파 같은 것이 있다. 그럼으로써 기차를 타기 전에 티켓 판매기에서 줄을 서고 복잡한 운임 표에서 상담을 피할 수 있다.
많은 종류의 요금이 있다. JR을 기준으로 요금은 아래와 같다.
- 급행요금(急行料金). 급행 열차를 타기 위한 요금
- 특급요금 (特急料金}} : 특급열차의 지정석을 위한 요금
- 자유석 특급요금(自由席特急料金) 특급열차의 자유석을 위한 요금
- 지정석요금 (指定席料金) 특급 열차를 제외한 지정석을 위한 요금
- 그린요금(グリーン料金) 그린샤를 위한 특별 부가금
- 침대요금(寝台料金) 침대열차를 위한 요금

다른 철도 시스템과 비교해 볼때 일본 철도 요금의 특징 중 하나는, 종종 분리된 표를 요구한다는 것이다. 예를 들어 신칸센을 탄다면 한 장의 신칸센 표를 사는 대신에 한번에 두 표를 사야 한다. 일반 열차 대신에 그 거리를 신칸센으로 여정을 떠나기 위해서는 여행한 거리에 따른 운임권(乗車券)과 추가의 신칸센특급권(新幹線特急券)을 사야 한다. 일반열차 개찰구와 특급열차 개찰구가 분리되어 있지 않기 때문에 특급열차를 이용하려면 승무원에 의한 개찰이 요구되고 승무원으로부터 특급권을 구매할 수 있다. 요약하자면 운임권은 승무원이나 개찰원에 의해 개찰되는 출입구에서 열차 승강장에 접근할 수 있게 하는 표이고, 특급권은 특급열차에 타서 이동할 수 있게 해주는 표로 차내에서 개찰되는 표이다.

### 열차의 종류와 이름

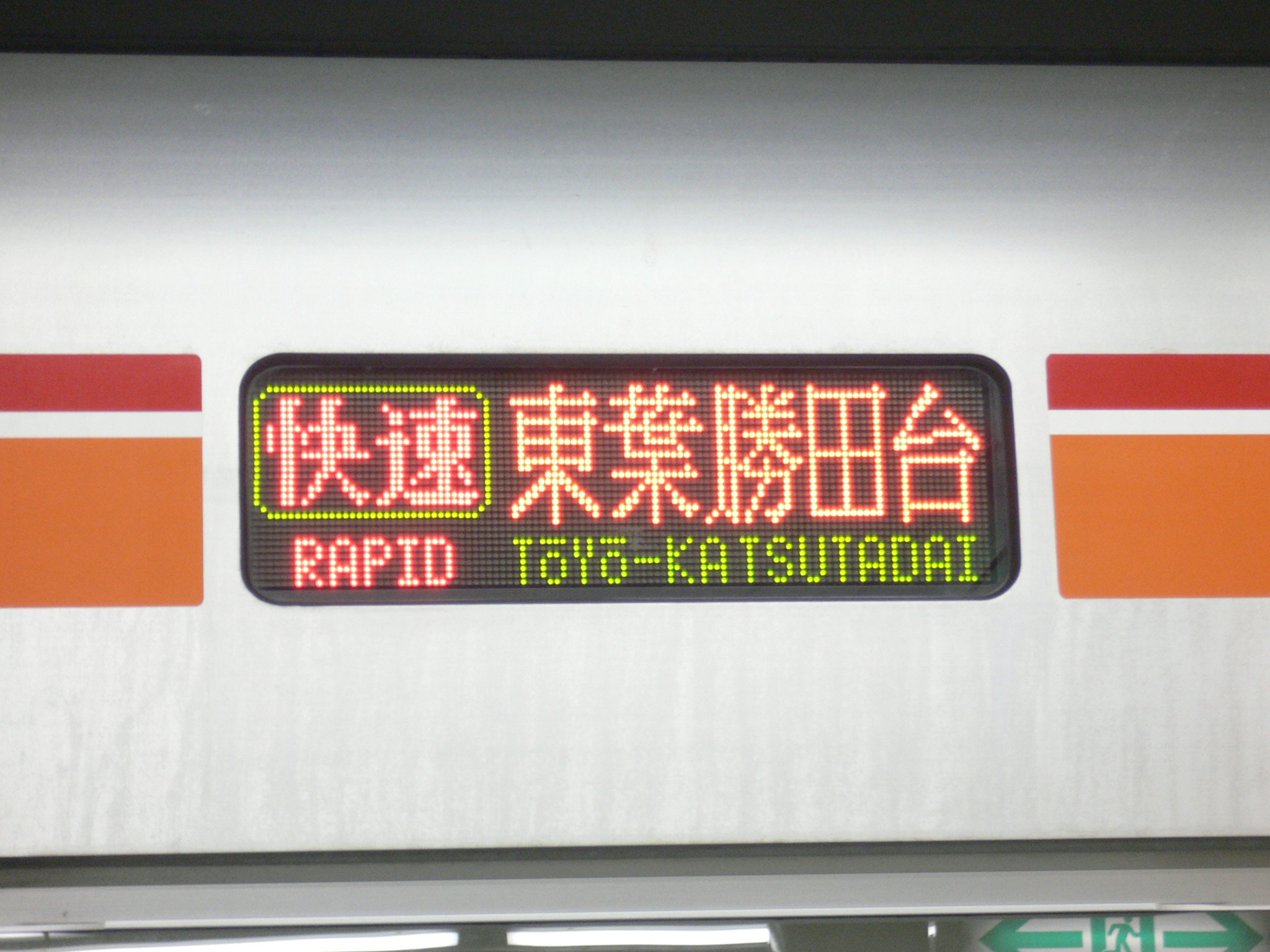
도요 고속철도 쾌속열차의 행선 안내판

교외선이나 도시 이동선은 다양안 열차등급을 가지고 있다.
모든 역에 정차하는 열차는 보통열차, 각역정차(普通列車/各駅停車)로 불린다. 열차를 타기 위해서는 운임권만이 필요하다. 보통열차보다 빠른 열차는 쾌속(快速), 급행(急行), 특급(特急) 등으로 불린다. 그리고 회사 정책에 따라 추가요금이 필요할 수도 있다. 특급은 급행보다 빠르다. 많은 종류의 열차가 있는 회사들은 "준"이나 "쾌속", "구간", "통근"이라는 접두어를 사용한다. 예를 들어 도부 이세사키 선은 보통, 구간준급, 준급, 구간급행, 급행, 쾌속, 구간쾌속, 특급이라는 등급이 존재한다.
열차 운영회사는 장거리 열차에 이름을 붙인다.(긴테츠는 이 개념에 예외). 열차표 예매는 열차 번호 대신에 열차이름을 활용한다. 열차번호는 거의 전문적인 경우에만 사용될 뿐이다.

### 철도선
모든 철도선과 노면전차선은 이름이 붙여져 있다. 예외가 있긴 하지만 원칙적으로 철도의 한 구역은 한 이름만을 가지고 있다. 노선명은 표의 경로에 나타나 있는 표에 나와 있다. 승객들은 철도선을 이름(예. 도요코 선)과 운행사(한신전기철도)로 부른다.
노선명은 연선의 도시나 목적지의 이름을 따서 왔다.(예. 다카사키 선은 군마 현의 다카사키로 간다). 지역의 이름(도호쿠 본선은 도호쿠 지방으로 간다), 현이나 도시의 축약어(고노선은 "고"소가와라와 "노"시로 간을 연결), 노선의 경로(도자이 선은 동서선을 의미)에서 따 온다.
노선은 1980년대에 일본국유철도의 재건의 단위이다. 철도산업은 평가받았고 수익성 없는 노선은 폐선되었다. 이것은 몇몇 이름없는 분기선을 남겼는데 만약 노선명이 있었다면 폐선되었을 것이다.
철도선의 운행 경로는 바뀔 수도 있지만 역사적 이름은 바뀌지 않기 때문에, 노선명은 "선"이 있지만 본래 노선명과 다르게 이름붙여질 수 있다. 예는 게이힌 도호쿠 선과 쇼난 신주쿠 라인이 있다.

## 과밀한 여객 수송
일본 철도의 여객 수송량은 높은 수준이며, 특히 도시 철도로서 도쿄권, 간사이권의 주요 노선과 도시간을 연결하는 철도로서 도카이도 신칸센은 세계의 철도 중에서도 높은 수송 밀도를 가지고 있다. 도카이도 신칸센의 도쿄-신오사카간은 최대 1시간에 16편이라고 하는 통근 열차 수준의 빈도로 운행되고 있지만, 이만큼의 수송량, 빈도로 중장거리의 도시간을 연결하는 철도는 세계에서는 다른 예가 없다.
국제철도연맹(UIC) 통계에 따르면 일본의 연간 철도 수송 여객수는 약 245억명으로 세계 1위다. 일본의 철도 여객수송 점유율은 자동차 보급을 거쳐 큰 폭으로 떨어진 후에도 약 30%를 유지하고 있어 세계 각국과 비교해도 높은 수준이다. 전술한 바와 같이 특히 도쿄권, 오사카권의 철도와 신칸센은 다른 대중교통에 비해 상대적으로 편리성이 높기 때문에 일상적으로 사람들에게 이용되고 있다. 다만 지방은 자동차 편의성이 더 높고, 철도는 잘 이용되지 않는 경우가 많다.
세계에서 가장 이용객 수가 많은 역은 일본의 신주쿠역 (1일 평균 약 350만명)이며 기네스 세계기록으로 인정받고 있다. 또한 지하도 등으로 연결되는 세이부신주쿠역, 신주쿠니시구치역까지 포함하면 약 371만명(2016년기준)이며 이 값은 요코하마시의 인구에 필적한다. 연간 이용객 수는 약 13억명으로 중국의 인구에 필적하는 규모이다. 2위 이하도 일본의 역이며 시부야역, 이케부쿠로역, 오사카·우메다역, 요코하마역 순이다.

## 같이 보기
- 일본의 철도 회사 목록
- 일본의 교통